# Роман Аргир
Роман Аргир (*Ῥωμανός Ἀργυρός, д/н —до 944) — політичний діяч Візантійської імперії.

## Життєпис
Походив з провінційної знаті. Син військового очільника Льва Аргира. Розпочав службу у війську. Підтримав заколот Романа Лакапіна, який став імператором 919 року. У 920 або 921 одружився з донькою останнього. Таким чином став свояком імператора Костянтина VII, який був одружений з іншою донькою Лакапіна — Оленою.
Отримав почесний титул магістра або патрикія. Входив до сінклиту, але про якусь активну діяльність нічого невідомо. Помер напевне до 944 року.

## Родина
Дружина — Агата, донька імператора Романа I
Діти:
- Євстафій, який мав 2 синів (Романа і Василя) та 3 доньок (Марію, Пульхерію та з невідомим ім'ям).